# Хиперперфузија мозга
Хиперперфузија мозга, синдром церебралне хиперперфузије или реперфузиони синдром (ЦХС) је релативно редак синдром са значајним и потенцијално спречивим клиничким последицама. Патофизиологија церебралног хиперперфузионог синдрома може укључивати дисрегулацију церебралног васкуларног система и хипертензију, у условима повећања церебралног крвотока. Рано препознавање хиперперфузије мозга је важно за спречавање компликација као што је интрацеребрално крварење.
Иако тренутно не постоје посебне смернице за лечење хиперперфузија мозга, препоручује се идентификација пацијената са ризиком од хиперперфузија мозга и агресивно лечење хипертензије.

## Основне информације
Хиперперфузија мозга настаје као последица нерегулисано стање церебралног крвотока након обнављања артеријског крвотока у мозгу, након лечења стенозе каротидне артерије, и као последица високог крвни притисак у првих неколико дана након реваскуларизације, или билатералне стенозе.

## Патофизиологија
Тачан механизам синдрома церебралне хиперперфузије након стентирања каротидне артерија (ЦАС) или каротидне ендаректомије (ЦЕА) остаје нејасан, али изгледа да је вишефакторски.

### Поремећај ауторегулације
Нормалан мозак има способност да одржава константан интракранијални притисак ауторегулаторним механизмом, када дође до промене у протоку крви. Waltz  је 1968. године први описао утицај промена системског крвног притиска на церебрални проток крви (ЦБФ) у исхемијском и неисхемичном кортексу у мачјем моделу оклузије средње церебралне артерије. У неисхемичном кортексу, кортикални проток крви је остао константан упркос променама системског крвног притиска, док је у исхемијском кортексу кортикални проток крви варирао директно са системским крвним притиском од 35 до 120 mm Hg, а претпоставља се  да церебрална исхемија доводи до оштећења церебралне ауторегулације.
Постоперативна хипертензија у условима поремећене ауторегулације може изазвати повећање церебралног перфузионог притиска  пошто он зависи од средњег артеријског притиска. Акутно повећање церебралног перфузионог притиска  у областима инфарктног/некротичног или хипоперфузног ткива може довести до хиперперперфузије мозга. Ово може бити израженије када постоји поремећена вазореактивност церебралне васкулатуре и неспособност артериола да се суже у окружењу повећане перфузије што доводи до хиперперфузије мозга.

### Хронична хипертензија, микроангиопатија и оштећење крвно-мождане баријере
Генерално, пацијенти са тешком стенозом каротидне артерије често имају основну системску хипертензију и пролазе кроз каротидну енфдаректомију да би се смањио ризик од можданог удара у васкуларном крвотоку који може бити подложан хроничној церебралној исхемији. Основна хронична хипертензија може играти главну улогу у развоју каротидне енфдаректомије. Преоперативна дуготрајна хипертензија доводи до ендотелне дисфункције и микроангиопатије што може довести до слома крвно-мождане баријере (БББ). Распад крвно-мождане баријере је раније примећен на животињском моделу церебралне хиперперфузије. Постоје докази о екстравазацији серумског албумина након разградње крвно-мождане баријере у експериментима на животињама који показују да постоји активација сигналног пута трансформационог фактора раста бета (ТГФβ). Ово доводи до индукције церебралног едема и активности сличне нападима код пацијената без претходног едема. Оштећење крвно-мождане баријере омогућава екстравазацију токсина и едем у можданom паренхимu. Поред тога, основна липохиалиноза у условима хипертензије може довести до развоја Шарко-Бушардове анеуризме и накнадне појаве хиперперфузије мозга.

### Улога азот-оксида и слободних радикала у оштећењу ауторегулације и дисфункције крвно-мождане баријере
Претпостављени медијатор оштећења ауторегулације и дисфункције крвно-мождане баријере код хиперперфузије мозга је азот оксид, који доводи до вазодилатације и повећања пермеабилности церебралних крвних судова.
Дохаре и сарадници су показали да су високи нивои азотног оксида генерисаног изоформама синтазе азот оксида одговорни, барем делимично, за погоршање неуронског оштећења у пацовском моделу исхемије/реперфузије средње церебралне артерије са интралуминалним филаментом.
Повећана експресија азотног оксида и производња слободних радикала могу трајати до 48 сати након реперфузије. Показало се да слободни радикали добијени кисеоником повезани са хиперперфузијом мозга играју улогу у унапређењу исхемијске повреде чак и након краткотрајног спазма каротидне артерије.

### Дисфункција барорецептора
Дисфункција барорецептора је такође позната као синдром неуспеха барорефлекса (БФС). Ово може бити повезано са денервацијом барорецептора након билатералне  каротидне ендаректомије и може довести до хиперперфузије мозга. Дисфункција барорецептора такође може изазвати прогресивно повећање крвног притиска након каротидне ендаректомије, што је тешко контролисати чак и уз терапију за снижавање крвног притиска. Флуктуације крвног притиска након  каротидне ендаректомије могу трајати и до 12 недеља због денервације барорецептора. Једна студија је показала да је 6,6% пацијената са билатералном  каротидном ендаректомијом развило хиперперфузију мозга у поређењу са 1,1% пацијената са једностраном  каротидном ендаректомијом. Стога, контралатерална  каротидна ендаректомија изведена у року од 3 месеца од  каротидне ендаректомије на другој страни повећава ризик од хиперперфузије мозга.
Понекад постоји стимулација каротидног барорецептора током ендоваскуларне процедуре каротидне артерије путем манипулације балоном или каротидним стентом. Стимулација доводи до пролазне брадикардије и хипотензије која доводи до церебралне исхемије. У неким ситуацијама, стимулација може бити прилично продужена чак и више од оне која се примећује код пацијената са  каротидном ендаректомијом током стезања унутрашње каротидне артерије. Ови пацијенти су у ризику од хиперперфузије мозга због повратне артеријске хипертензије, као и због церебралне исхемије која се јавља током процедуре.

## Пфевенција и терапија
Превентивне стратегије за хиперперфузију мозга укључују правилну контролу крвног притиска у периоперативном периоду и разматрање времена операције, врсте анестезије и употребе хватача слободних радикала. 

### Контрола крвног притиска
Важан фактор у превенцији хиперперфузије мозга је правилна контрола крвног притиска. Можда би било мудро пажљиво пратити крвни притисак код пацијената са повећаним церебралним протоком крви, јер се хипертензија може накнадно развити постоперативно чак и код пацијената са нормалним крвним притиском. Контрола крвног притиска код пацијената са хиперперфузијом мозга може бити изазовна, а чак и када је крвни притисак нормалан, може доћи до хиперперфузије мозга. Иако се препоручује пажљива контрола крвног притиска, не постоје дефинитивне смернице о циљном крвном притиску код ових пацијената и колико дуго крвни притисак треба контролисати.
При избору лека за контролу крвног притиска код ових пацијената лекар мора бити опрезан јер неки од антихипертензива са вазодилататорним дејством могу да погоршају исход. Лекови у последњој групи укључују блокаторе калцијумових канала, натријум нитропрусид, глицерол тринитрат и инхибиторе ангиотензина II. Бета-блокатори смањују артеријски крвни притисак и имају мали утицај на интракранијални притисак унутар ауторегулаторног опсега. Због тога се бета-блокатори потенцијално могу користити за лечење хипертензије код пацијената са повредом мозга. Ограничење за неке од бета-блокатора ране генерације је то што они могу бити повезани са варијабилношћу крвног притиска. Међутим, други лекови који могу бити погоднији за ове пацијенте укључују мешане алфа-адренергичке антагонисте и бета-адренергичке антагонисте као што је лабеталол. Ови лекови помажу у смањењу церебралног перфузионог притиска и средњег артеријског притиска без икаквог директног утицаја на церебрални проток крви. Пацијенти са хиперперфузијом мозга могу имати повишене концентрације катехоламина. Стога, лекови као што је клонидин, централно делујући симпатолитик, могу бити корисни. Крвни притисак код пацијената са хиперперфузијом мозга треба контролисати било лабеталолом или клонидином, који не повећавају церебрални проток крви.

### Време за каротидну ендартеректомију
Према смерницама Америчког удружења за срце и Америчког удружења за мождани удар, корист од хиперперфузијом мозга је највећа ако се уради у року од 2 недеље од исхемијског можданог удара или пролазног исхемијског напада [ 31 ]. Међутим, постоји потенцијални ризик од хиперперфузијом мозга и церебралног крварења ако се операција уради рано код пацијената са великим церебралним инфарктом или можданим ударом у еволуцији. Штавише, у случају билатералне каротидне стенозе, ризик од хиперперфузијом мозга је већи код пацијента који је подвргнут каротидне ендаректомије  за мање од 3 месеца од иницијалне процедуре на контралатералној страни. Ове факторе треба узети у обзир приликом планирања каротидне ендаректомије.